# Walk the Sky
Walk the Sky ist das sechste Studioalbum der US-amerikanischen Rockband Alter Bridge. Das Album erschien am 18. Oktober 2019 über Napalm Records. Das Album erreichte Platz eins der Schweizer Albumcharts.

## Entstehung
Im Februar 2019 kündigte der Gitarrist Mark Tremonti an, dass Alter Bridge im März mit den Aufnahmen für das neue Album beginnen werden. Sowohl er als auch Sänger Myles Kennedy hätten bereits viele Ideen gesammelt. Mark Tremonti nahm bereits während der Tour mit seiner Soloband Tremonti einige Demos auf. Hierbei ließ er sich ein wenig von Synth Wave, insbesondere vom Komponisten John Carpenter beeinflussen und arbeitete mit Loops. Sänger Myles Kennedy hingegen veröffentlichte 2018 ein akustisches Soloalbum und verspürte danach den Drang, wieder „richtig loszurocken“.
Für das Album verwendete die Band 14 Lieder inklusive des Intros One Life. Ursprünglich wollte die Band ein kürzeres Album mit weniger Titeln veröffentlichen, um zu verhindern, dass der Hörer „in einem großen Album verloren geht“. Nach einer Weile standen so viele Lieder, dass die Musiker einige ältere Ideen verwerfen mussten. Schließlich kam die Band laut Mark Tremonti zu dem Punkt, an dem alle Arten von Liedern, die man für ein dynamisches Album braucht, vorliegen hat.
Produziert und gemischt wurde Walk the Sky erneut von Michael „Elvis“ Baskette, den Myles Kennedy als „größten Alter-Bridge-Fan der Welt“ bezeichnete. Die Aufnahmen fanden erneut im Studio Barbarosa in Orlando statt und dauerten fünf Wochen. Aufgrund des kurzen Zeitfensters arbeiteten die vier Musiker die vorliegenden Ideen gemeinsam im Studio aus. Mark Tremonti sang das Lied Forever Falling ein, wobei er die Gitarren weiter runterstimmen musste, damit sie zu seiner Stimme passten. Das Mastering übernahm Brad Blackwood. Das Albumcover wurde von Daniel Tremonti entworfen, einem Bruder von Mark Tremonti. Für das Lied Wouldn´t You Rather wurde ein Musikvideo gedreht.

## Hintergrund
Myles Kennedy beschrieb Walk the Sky als Antwort auf das im Jahre 2010 erschienene Album AB III, dass sich mit verloren gegangenem Glauben beschäftigt. Laut Tremonti hatte Sänger Myles Kennedy damals eine schwere Zeit durchgemacht und schrieb entsprechend dunkle Texte. Die Texte auf Walk the Sky hingegen seien erleuchtend und freigeistig. Somit würde Walk the Sky das Yang zu AB III, dass eher Yin wäre. Einige weitere Lieder beschäftigen sich mit der Wahrnehmung von spirituellem Wachstum, wie man seine Existenz gestaltet und die Idee der Erleuchtung. Teile der Texte wurden durch fernöstliche Philosophien beeinflusst.
Das Lied Godspeed wurde von Mark Tremonti für Seth Luker geschrieben, einem engen Freund der Bandmitglieder. Luker starb im Jahre 2018 an einer Krebserkrankung. In dem Lied Native Son geht es um den drohenden Identitätsverlust der amerikanischen Ureinwohner. Das Lied Indoctrinated handelt von einem Sektenführer. Die Inspiration für den Text holte sich Myles Kennedy durch eine Serie auf Netflix. Pay No Mind beschäftigt sich mit den mangelnden Konsequenzen nach Fehlern großer Institutionen. Als Beispiel nennt Kennedy die großen Banken. Inspiriert wurde der Text durch den Film The Big Short.
Von dem Lied Walking on the Sky stammt der Albumtitel. In den Lied geht es laut Mark Tremonti um Menschen, die den Nervenkitzel suchen und ihr eigenes Schicksal herausfordern. Dabei geht es laut Mark Tremonti einerseits um die Faszination für Grenzerfahrungen, andererseits um das bewusste (Er-)Leben von Momenten. Als Beispiel nannte Tremonti Seiltänzer, die auf einem Seil balancieren und wissen, dass sie dabei sterben können. Doch genau dabei würden sie sich lebendig fühlen.

## Rezeption

### Rezensionen
Laut Petra Schurer vom deutschen Magazin Metal Hammer punktet das Album „mit seiner beeindruckenden stilistischen Bandbreite“. Alter Bridge hätten kein Problem mit Stadion-Rock. Allerdings schaffen sie es auch, einem diese Momente zu schenken, in denen man ganz mit sich allein ist, voll mit Melancholie. Da Alter Bridge „eine Band für alle“ sei, vergab Schurer 5,5 von sieben Punkten. Andreas Schiffmann vom Onlinemagazin Musikreviews schrieb, dass Alter Bridge „auch 2019 ein unfehlbarer Garant für überlebensgroßen US-Rock mit Metal-Kante und Melodien bzw. Riffs für die Ewigkeit … überzogen mit einer dünnen Patina aus Hollywood-Schwulst, der man nicht widerstehen kann, so sehr man sich dagegen sträubt“. Schiffmann vergab elf von 15 Punkten.
Kritischer zeigte sich Peter Kubaschk vom Onlinemagazin Powermetal.de, der im Gegensatz zu den Vorgängeralben auf Walk the Sky keinen Song fand, der „ihn nachhaltig am Schlawittchen  packte und nicht mehr losließ“. Bei den von Mark Tremonti verwendeten Loops fragte sich Kubaschk, ob „diese Idee dem Album wirklich gut getan hat“. Kubaschk bezeichnete das Album als „Ausrutscher“ und vergab 7,5 von zehn Punkten.

### Chartplatzierungen
| ChartsChartplatzierungen       | Höchstplatzierung | Wochen |
| ------------------------------ | ----------------- | ------ |
| Deutschland (GfK)              | 5 (3 Wo.)         | 3      |
| Österreich (Ö3)                | 3 (3 Wo.)         | 3      |
| Schweiz (IFPI)                 | 1 (3 Wo.)         | 3      |
| Vereinigte Staaten (Billboard) | 16 (1 Wo.)        | 1      |
| Vereinigtes Königreich (OCC)   | 4 (2 Wo.)         | 2      |

### Auszeichnungen
Das Onlinemagazin Loudwire führte Walk the Sky auf ihrer Liste der 50 besten Rock-Alben des Jahres und Wouldn´t You Rather auf der Liste der 66 besten Rock-Songs des Jahres. Bei den vom Radiosender Planet Rock vergebenen Musikpreis The Rocks 2020 wurdeWalk the Sky in der Kategorie bestes internationales Album nominiert. Der Preis ging jedoch an Bruce Springsteen für sein Album Western Stars.

## Walk the Sky 2.0

### Hintergrund
Da die Band während der COVID-19-Pandemie sämtliche ab Frühjahr 2020 geplanten Konzerte hat absagen müssen, hörten sich die vier Bandmitglieder durch im Januar und Februar 2020 aufgenommene Live-Mitschnitte. Dabei wählte die Band sechs Titel aus. Darüber hinaus schrieben die Musiker mit Last Rites ein neues Lied. Diese sieben Titel veröffentlicht die Band am 6. November 2020 als EP mit dem Titel Walk the Sky 2.0. Gleichzeitig wurde eine „Deluxe Edition“ des Albums Walk the Sky veröffentlicht, die die Titel der EP als Bonus enthält.
Laut Myles Kennedy schrieb die Band das neue Lied Last Rites für das Album Walk the Sky. Allerdings waren die Musiker der Meinung, dass das Lied nicht zur Stimmung des restlichen Albums passen würde und legte die Songidee an die Seite. Myles Kennedy nahm den Gesang in seinem eigenen Studio auf und schickte die Aufnahmen zum Produzenten Michael Baskette, der den Gesang schließlich mit der Musik zusammenführte. Für das Lied wurde ein Lyric-Video veröffentlicht.

### Rezeption
Sebastian Kessler vom deutschen Magazin Metal Hammer bezeichnete die EP als „netten Gruß der Band an ihre Fans“ und das neue Lied Last Rites als „stark“. Allerdings „hätte man auch ein vollwertiges Live-Album daraus stricken können“. Kessler vergab fünf von sieben Punkten. Steve Beebee vom Magazin Kerrang lobte den neuen Titel Last Rites als „eine der besten Sachen, die die Band je gemacht habe“. Allerdings zeigte er sich enttäuscht, dass die EP kein weiteres neues Material enthält. Die Live-Mitschnitte seien zwar „superb“ umgesetzt, allerdings eher „nostalgische Erinnerungen und keine Schritte vorwärts“. Beebee vergab drei von fünf Punkten.

### Chartplatzierungen
| ChartsChartplatzierungen | Höchstplatzierung | Wochen |
| ------------------------ | ----------------- | ------ |
| Deutschland (GfK)        | 77 (1 Wo.)        | 1      |
| Schweiz (IFPI)           | 36 (1 Wo.)        | 1      |